# Saint-Martin-d’Arcé
Saint-Martin-d’Arcé ([sɛ̃ maʁˈtɛ̃ daʁˈse] ) ist eine Ortschaft und ehemalige Gemeinde mit 786 Einwohnern (Stand: 1. Januar 2022) im französischen Département Maine-et-Loire in der Region Pays de la Loire. Sie gehörte zum Arrondissement Saumur. Die Bewohner werden Arcéens und Arcéennes genannt.
Der Erlass des Präfekten vom 30. März 2012 legte mit Wirkung zum 1. Januar 2013 die Eingliederung von Saint-Martin-d’Arcé als Commune déléguée zusammen mit den früheren Gemeinden Baugé, Pontigné, Montpollin und Le Vieil-Baugé zur Commune nouvelle Baugé-en-Anjou fest.
Der Erlass des Präfekten vom 10. Juli 2015 legte mit Wirkung zum 1. Januar 2016 eine Neugründung von Baugé-en-Anjou als Commune nouvelle fest, indem Saint-Martin-d’Arcé mit den bisherigen Communes délégueés und zehn weiteren Gemeinden und Ortschaften zusammengelegt wurden.

## Geografie

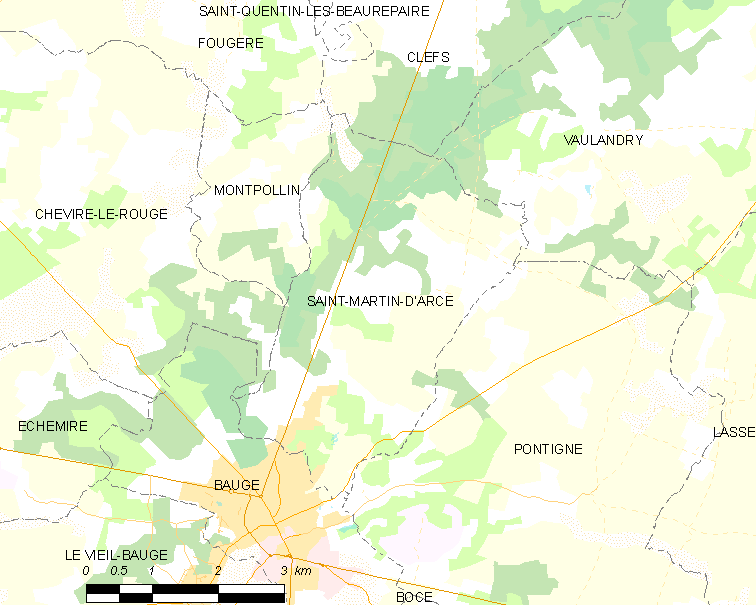
Karte von Saint-Martin-d’Arcé

Saint-Martin-d’Arcé liegt etwa 36 Kilometer ostnordöstlich von Angers, etwa 54 Kilometer südsüdwestlich von Le Mans und etwa 33 Kilometer nördlich von Saumur in der Région naturelle des Baugeois. Das Ortsgebiet liegt am Rand des Pariser Beckens. Die Geologie des Ortsareals besteht größtenteils aus tertiärem Sandstein und Kalkstein. Das Bodenrelief zeigt ein hügeliges Gebiet mit Höhen von 74 m bis 95 m. das im südlichen und östlichen Ortsgebiet von tieferen Tälern eingeschnitten wird. Das Ortsgebiet wird vom Flüsschen Altrée entwässert.
Umgeben wird Saint-Martin-d’Arcé von sechs Communes déléguées von Baugé-en-Anjou:
| Montpollin (Commune déléguée)       | Clefs (Commune déléguée)                    | Vaulandry (Commune déléguée) |
| Cheviré-le-Rouge (Commune déléguée) | Kompassrose, die auf Nachbargemeinden zeigt | Pontigné (Commune déléguée)  |
|                                     | Baugé (Commune déléguée)                    |                              |

## Toponymie und Geschichte
Der Namenszusatz Arcé weist auf das altfranzösische arséis und damit auf die Urbarmachung des Landes durch Brandrodung hin. 
Frühere Formen des Ortsnamens waren:
Ecclesia Sancti Martini de Aretheio (1095), Parrochia de Arresci (1095), Ecclesia de Arreceio en 1096, G. de Noeriaco (1133), Capella de Aretio (1150), St Martin d’Arrece (1283), Sanctus Martinus de Arce (1326), St Martin-de-la-Noueraye près Baugé (1442), Sanctus Martinus de Arceyo (1501), St-Martin-de-la-Noiraye près Baugé (1540), St-Martin-d’Arcé oder de Narcé (1788), Saint Martin (1793), Saint-Martin-d’Arcé (1801).
Im Jahr 1095 erfolgte die Ersterwähnung, als Seigneur Girard de Doussé den Mönchen des Klosters Saint Nicolas in Angers die Kirche Saint-Martin stiftete. Das in der Folge gegründete Priorat hatte während des Ancien Régime die Rolle des Lehnsherren inne. Kirche und Pfarrhaus wurden während der Französischen Revolution im Juli 1796 als Nationalgut verkauft.
Nach und nach kamen bis ins 19. Jahrhundert zur Gemarkung etwa 300 ha hinzu. In späterer Zeit ermöglichte der Verkauf dieser Ländereien die Finanzierung öffentlicher Einrichtungen sowie Wohnhäusern. 

## Bevölkerungsentwicklung
| Saint-Martin-d’Arcé: Einwohnerzahlen von 1793 bis 2020                                                                     | Saint-Martin-d’Arcé: Einwohnerzahlen von 1793 bis 2020 | Saint-Martin-d’Arcé: Einwohnerzahlen von 1793 bis 2020 | Saint-Martin-d’Arcé: Einwohnerzahlen von 1793 bis 2020 | Saint-Martin-d’Arcé: Einwohnerzahlen von 1793 bis 2020 |
| --- | ------------------------------------------------------ | ------------------------------------------------------ | ------------------------------------------------------ | ------------------------------------------------------ |
| Jahr |                                                        |                                                        |                                                        | Einwohner                                              |
| 1793 | 1793                                                   |                                                        | 280                                                    | 280                                                    |
| 1800 | 1800                                                   |                                                        | 274                                                    | 274                                                    |
| 1806 | 1806                                                   |                                                        | 303                                                    | 303                                                    |
| 1821 | 1821                                                   |                                                        | 329                                                    | 329                                                    |
| 1831 | 1831                                                   |                                                        | 309                                                    | 309                                                    |
| 1836 | 1836                                                   |                                                        | 360                                                    | 360                                                    |
| 1841 | 1841                                                   |                                                        | 333                                                    | 333                                                    |
| 1846 | 1846                                                   |                                                        | 324                                                    | 324                                                    |
| 1851 | 1851                                                   |                                                        | 350                                                    | 350                                                    |
| 1856 | 1856                                                   |                                                        | 331                                                    | 331                                                    |
| 1861 | 1861                                                   |                                                        | 375                                                    | 375                                                    |
| 1866 | 1866                                                   |                                                        | 358                                                    | 358                                                    |
| 1872 | 1872                                                   |                                                        | 366                                                    | 366                                                    |
| 1876 | 1876                                                   |                                                        | 333                                                    | 333                                                    |
| 1881 | 1881                                                   |                                                        | 343                                                    | 343                                                    |
| 1886 | 1886                                                   |                                                        | 311                                                    | 311                                                    |
| 1891 | 1891                                                   |                                                        | 338                                                    | 338                                                    |
| 1896 | 1896                                                   |                                                        | 312                                                    | 312                                                    |
| 1901 | 1901                                                   |                                                        | 297                                                    | 297                                                    |
| 1906 | 1906                                                   |                                                        | 277                                                    | 277                                                    |
| 1911 | 1911                                                   |                                                        | 304                                                    | 304                                                    |
| 1921 | 1921                                                   |                                                        | 278                                                    | 278                                                    |
| 1926 | 1926                                                   |                                                        | 244                                                    | 244                                                    |
| 1931 | 1931                                                   |                                                        | 254                                                    | 254                                                    |
| 1936 | 1936                                                   |                                                        | 237                                                    | 237                                                    |
| 1946 | 1946                                                   |                                                        | 229                                                    | 229                                                    |
| 1954 | 1954                                                   |                                                        | 256                                                    | 256                                                    |
| 1962 | 1962                                                   |                                                        | 218                                                    | 218                                                    |
| 1968 | 1968                                                   |                                                        | 236                                                    | 236                                                    |
| 1975 | 1975                                                   |                                                        | 242                                                    | 242                                                    |
| 1982 | 1982                                                   |                                                        | 435                                                    | 435                                                    |
| 1990 | 1990                                                   |                                                        | 634                                                    | 634                                                    |
| 1999 | 1999                                                   |                                                        | 650                                                    | 650                                                    |
| 2006 | 2006                                                   |                                                        | 738                                                    | 738                                                    |
| 2013 | 2013                                                   |                                                        | 791                                                    | 791                                                    |
| 2020 | 2020                                                   |                                                        | 806                                                    | 806                                                    |
| Quelle(n): EHESS/Cassini bis 1999, INSEE ab 2006 Anmerkung(en): Ab 1962 offizielle Zahlen ohne Einwohner mit Zweitwohnsitz |                                                        |                                                        |                                                        |                                                        |

## Sehenswürdigkeiten
Das Schloss von Sancé gehört zwar zu Saint-Martin-d'Arcé, liegt jedoch bereits jenseits der Departementsstraße D 938 am Ortsrand von Montpollin, in dessen Kirche die Familie auch ihre Kapelle hat. Der mächtige Bau aus dem 16., 17. und 18. Jahrhundert beherbergt qualitätvolle Tonstatuen. Eine Besichtigung ist möglich. Er ist seit 1964 in Teilen als Monument historique klassifiziert, in weiteren Teilen eingeschrieben.
Das Herrenhaus im Weiler La Chalopinière datiert aus dem 15. Jahrhundert, die Herrenhäuser in den Weilern La Grand-Chemant und La Grand Maison aus dem 16. Jahrhundert.

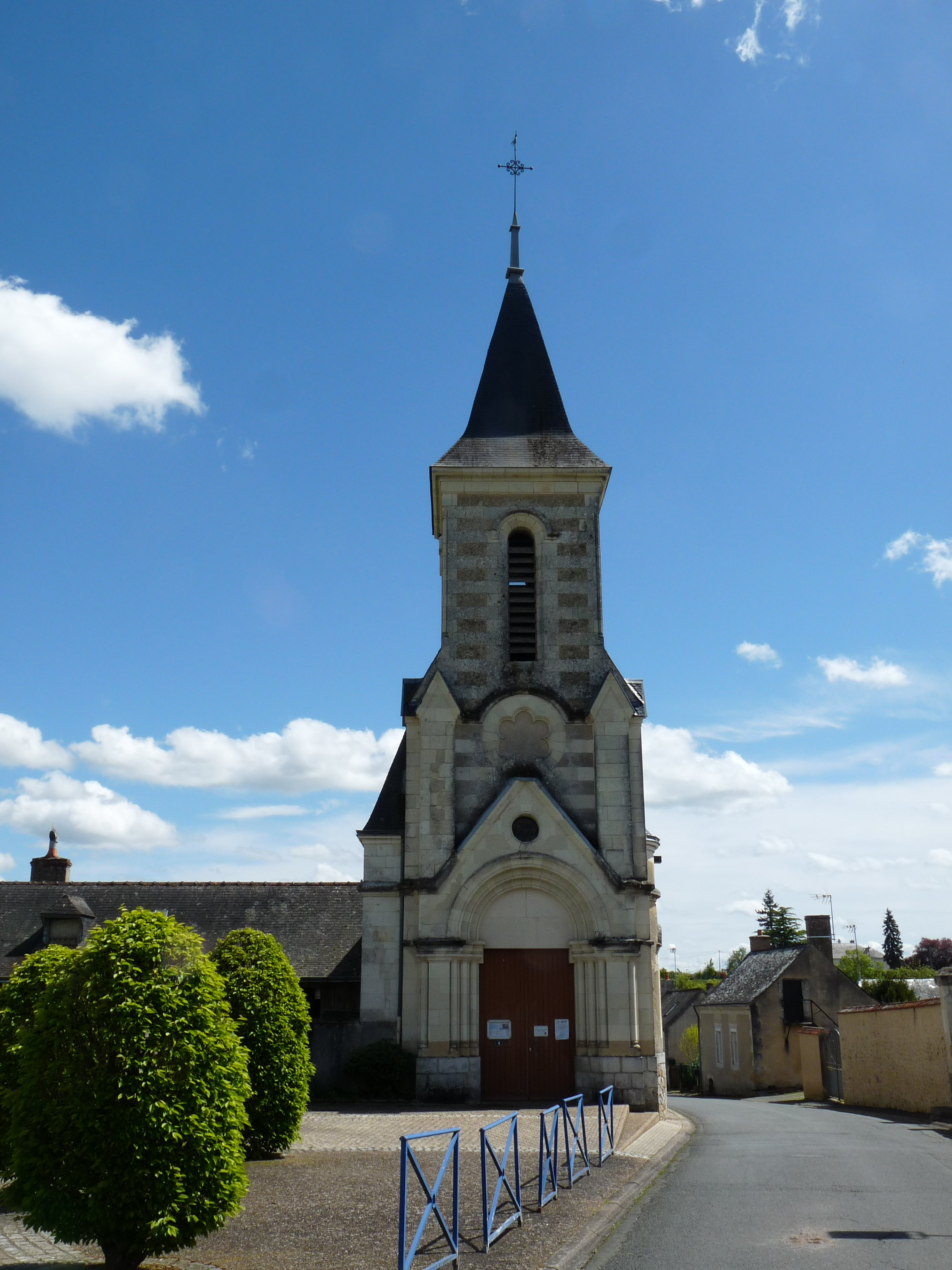
Pfarrkirche Saint-Martin
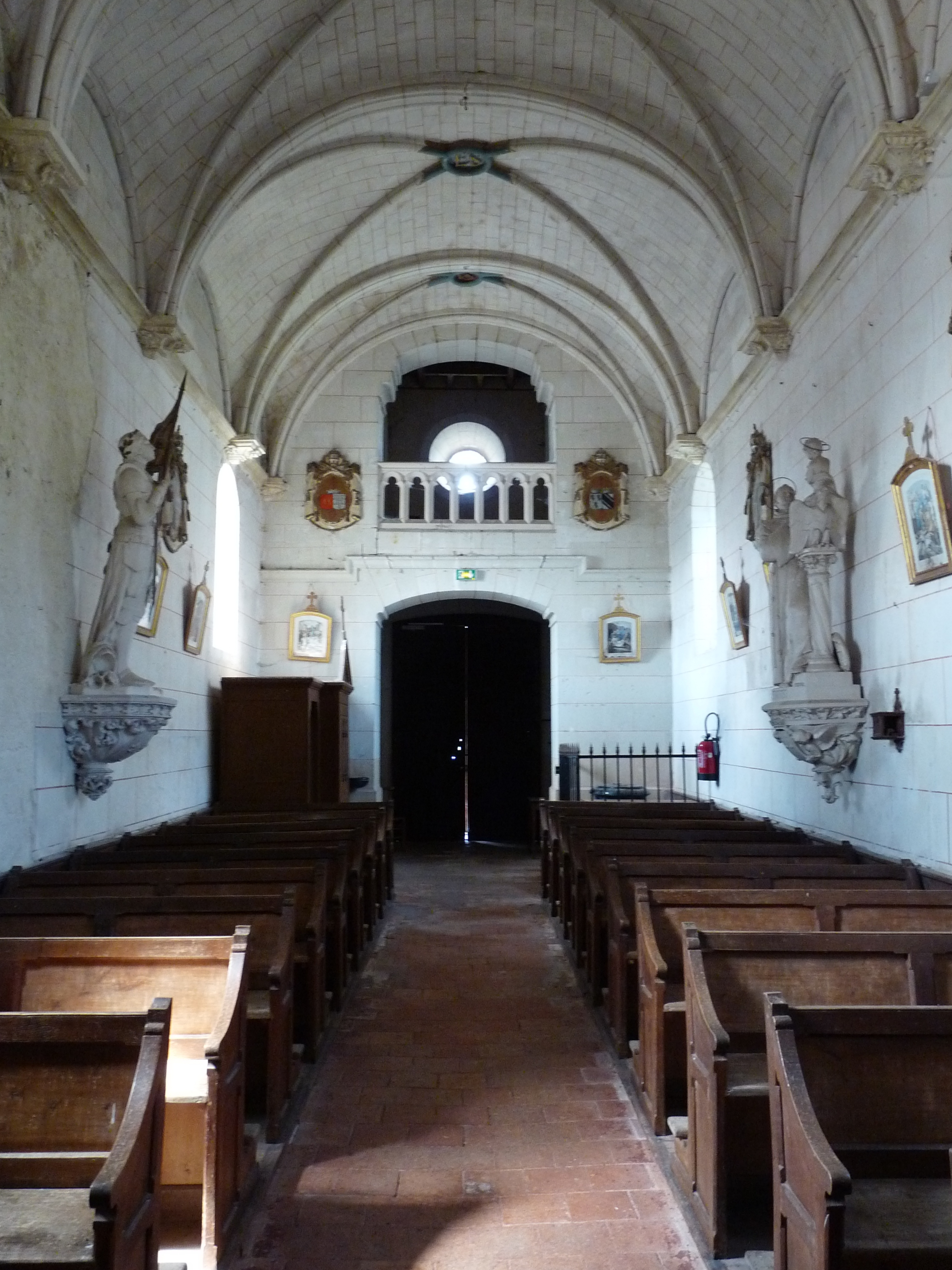
Innenraum